# Odyssey of the Seas
El Odyssey of the Seas es un crucero de la clase Quantum Ultra, una modificación de la clase Quantum, operado por Royal Caribbean International. La clase Quantum es la tercera clase más grande de cruceros detrás de la clase Meraviglia de MSC Cruises y la clase Oasis de Royal Caribbean International por tonelaje bruto. Opera principalmente en el mar Caribe desde Port Everglades.

## Historia

### Planificación
El 3 de noviembre de 2015, Royal Caribbean firmó un acuerdo con Meyer Werft para un quinto barco de la clase Quantum,  Originalmente programado para ser entregado en el otoño de 2020, la entrega luego se pospuso hasta 2021.   Se le dio el nombre de Odyssey of the Seas el 1 de febrero de 2019.  El 12 de septiembre de 2019, se anunció que el Odyssey of the Seas tendría su puerto base en Port Everglades.

### Construcción
La construcción comenzó con la ceremonia de corte de acero el 1 de febrero de 2019.  La quilla fue colocada el 3 de mayo de 2019. La ceremonia de la moneda se anunció el mismo día, y se colocó una moneda debajo del primer bloque de un total de 79 bloques del buque.  El Odyssey of the Seas salió del astillero de Meyer Werft el 28 de noviembre de 2020.
El 28 de febrero, el barco llegó a Eemshaven para su equipamiento final.    El 13 de marzo  de 2021, Meyer Werft anunció el inicio de las pruebas en el mar del Norte y finalizó sus pruebas el 25 de marzo de 2021. 

### Pandemia de coronavirus 2020
Debido a la pandemia de COVID-19, en marzo de 2020 se anunció que se suspenderían todas las operaciones, incluida la del Odyssey of the Seas.  Después de numerosos retrasos, el viaje inaugural se retrasó hasta el 3 de julio de 2021. El 15 de junio de 2021, se anunció que ocho miembros de la tripulación se vieron afectados por el coronavirus, lo que provocó que el viaje inaugural se retrasara hasta el 31 de julio de 2021. 

### Entrega y bautizo
El Odyssey of the Seas fue entregado oficialmente a Royal Caribbean el 31 de marzo de 2021 en una ceremonia virtual debido a la pandemia de COVID-19. 
La navegación inaugural comenzó el 31 de julio de 2021, con una duración de ocho días en el Caribe Sur y la isla Perfect Day.  El 13 de noviembre de 2021, la atleta paralímpica bahameña Erin Brown bautizó el barco en una ceremonia en Port Everglades. 

### Descripción y diseño
El Odyssey of the Seas mide 1138 pies (347 m) y tiene un tonelaje bruto de 167,704, con 16 cubiertas. El barco tiene capacidad para 4.198 pasajeros en ocupación doble hasta una capacidad máxima de 5.510 pasajeros, así como una tripulación de 1.663 personas. Hay 14 cubiertas para uso de los huéspedes, 15 restaurantes, 2 piscinas y 2.105 habitaciones. 
Sus instalaciones incluyen un simulador de surf Wave Loch Flowrider, un muro de escalada, un simulador de paracaidismo, piscinas, una plataforma de observación, autos chocadores, una cancha de baloncesto, un solárium, un spa y gimnasio, un teatro y un casino. 
Odyssey of the Seas fue el primer barco en incluir un texto grande en su logotipo en el costado del barco, representando a un Royal Caribbean "bigger and bolder". 

## Incidentes
En abril de 2021, antes del viaje inaugural del barco, un miembro de la tripulación se perdió tras caer por la borda cerca de Chipre.  Después de una búsqueda, la misión de recuperación fue cancelada.  

### Rescate de migrantes
El 5 de agosto de 2024, la Guardia Costera griega alertó a los barcos locales que operaban en el Mediterráneo de que un velero estaba en peligro. El Odyssey of the Seas, en ruta a Santorini, se detuvo para ayudar al barco, subiendo posteriormente a bordo a 77 inmigrantes que estaban en peligro. El Odyssey of the Seas no realizó su parada prevista en Santorini para llevar a los migrantes a un lugar seguro. 